# Aspelands och Handbörds domsaga
Aspelands och Handbörds domsaga var en domsaga i Kalmar län. Den bildades 1858 av del av Norra Möre, Stranda och Handbörds domsaga och del av Sevede, Tunaläns och Aspelands domsaga. Domsagan upplöstes 1 juli 1965 då  verksamheten överfördes till Oskarshamns domsaga.
1 januari 1952 överfördes Lönneberga landskommun från domsagan till Sevede och Tunaläns domsaga och området för den upplösta Kråksmåla landskommun överfördes till den nybildade Alsterbro landskommun i Norra Möre och Stranda domsaga.
Domsagan lydde under Göta hovrätt.

## Tingslag
Som mest låg två tingslag under domsagan, men efter den 1 januari 1918 (enligt beslut den 13 juli 1917) minskade detta till ett, när Aspelands tingslag och Handbörds tingslag slogs samman och bildade Aspelands och Handbörds domsagas tingslag. Oskarshamns stads rådhusrätt upphörde den 1 januari 1964 och staden överfördes till domsagan. 1 juli 1965 ändrades domsagans namn till Oskarshamns domsaga.

### Från 1858
- Aspelands tingslag
- Handbörds tingslag

### Från 1918
- Aspelands och Handbörds domsagas tingslag

## Häradshövdingar
- 1858–1885 Olof Lemchen
- 1885–1886 Peter Bengtsson Normark
- 1887–1910 Philip Robert Wester
- 1911–1922 Robert Emanuel Olson
- 1923–1940 Carl Cervin
- 1941–1962 Torsten Dufwa
- 1962–1965 Carl Georg Wargelius (tillförordnad 1962)

## Geografi
Aspelands och Handbörds domsaga omfattade den 1 januari 1952 en areal av 1 942,20 km², varav 1 838,35 km² land.

## Valkrets för val till andra kammaren
Mellan andrakammarvalen 1866 och 1908 utgjorde Aspelands och Handbörds domsaga en valkrets: Aspelands och Handbörds domsagas valkrets. Valkretsen avskaffades vid införandet av proportionellt valsystem inför valet 1911 och uppgick då i Kalmar läns norra valkrets.